# 규조토

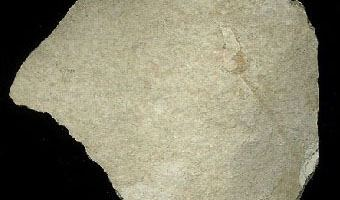
슬로바키아 산 규조토

규조토(硅藻土, diatomite, diatomaceous earth)는 조류의 일종 인 규조의 껍질 화석으로 이루어진 퇴적물(퇴적암)이다. 다이아토마이토라고도 한다. 규조의 껍질은 이산화 규소(SiO 2)로 이루어져 있으며, 규조토도 이를 주성분으로 한다.
규조류가 바다나 호수 등에서 대량으로 증식하여 사멸하면 그 시체는 물밑에 가라앉아 쌓인다. 시체의 유기물 부분은 서서히 분해되고 결국은 이산화 규소를 주성분으로 하는 껍데기만 남아있게 된다. 이렇게 생성된 규조류 화석으로 이루어진 암석이 규조토이다. 많은 경우 백악기 이후의 지층에서 산출된다.

## 규조토의 이용

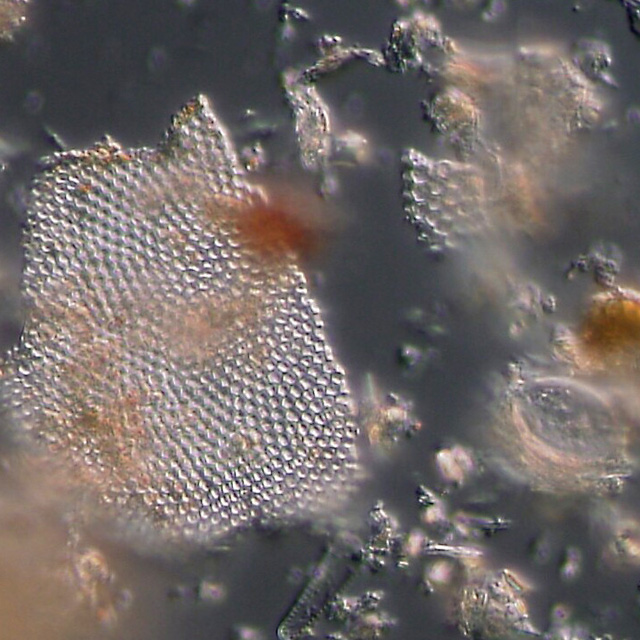
규조토의 광학 현미경 사진. 규조류의 껍질 조각이 흩어져있다.

고체화된 규조토는 껍질이 부서지지 않을 정도로 분쇄하여 사용한다. 규조토의 입자, 즉 규조류 껍질의 크기는 대략 100µm에서 1mm 사이이다. 입자의 형태는 토대가 된 규조류의 종류에 따라 원반 모양, 방추 모양 등 다양하다. 규조토의 색은 흰색, 밝은 노란색, 회색 녹색과 산지에 따라 다양한데, 이것은 껍질의 색이 아니라 규조토 생성 과정에서 섞여 들어간 점토 입자 등 내잡물(莢雑物)의 색깔이다. 또한 불로 익히면 붉게 색이 변하는 것도 있다.

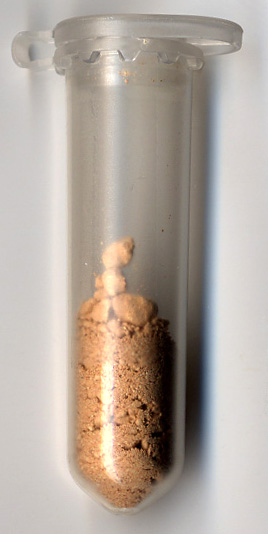
불에 익힌 규조토.

규조류의 껍질에 작은 구멍이 많이 뚫려 있기 때문에 규조토는 체적당 무게가 매우 적다. 규조토의 가장 큰 용도는 여과 보조제이다. 그 흡착 능력은 낮은 용액에 용해되어 있는 성분은 그대로 통과시키고, 불용물만을 포착하는 성질이 있다. 따라서 규조토 혼자 여과하는 경우는 드물고 필터에 미세 분말로 막혀 버리는 것을 방지하기 위해 필터의 앞쪽에서 미세 분말을 포착하는 데 사용된다.
또한 규조토는 수분과 유분을 대량으로 보유할 수 있다. 따라서 건조 토양을 개량하는 토양개량재와 유출된 기름을 포집하기 위한 목적으로도 사용된다. 알프레드 노벨은 니트로 글리세린을 규조토에 흡수시킴으로써 안정성을 높인 다이너마이트를 발명한 것으로 알려져 있지만, 노벨은 그보다 훨씬 폭발력이 강한 브라스틴 젤라틴 스타일의 다이너마이트를 개발했기 때문에 규조토를 사용한 다이나마이트는 과학사에서 주제로 의논되는 존재에 그쳤다. 촉매 및 크로마토그래피의 고정상 담체로도 사용된다.
기타 내화성과 단열성이 뛰어나 건축 자재나 보온재로도, 전기를 통하지 않기 때문에 절연체로서도, 또한 적당한 경도로 해서 연마제로도 사용되고 있다. 건축 자재로써는 옛날부터 높은 보온성과 적당한 흡습성을 살려 벽토(壁土)에 사용되었다.
최근 자연 소재에 대한 관심이 높아지고 벽토에 그 이용 용도가 검토될 정도로 각광을 받고 있다. 석고와 유사한 모양으로 사용될 수 있으며, 전문가가 아니어도 다루기 쉽기 때문에 DIY용 재료로도 판매되고 있다. 다만 규조토 자체에는 접착 능력이 없기 때문에 벽토로 사용될 때는 석회나 아크릴계 접착제를 섞어 사용된다. 그러나 규조토를 몇 %밖에 포함되지 않은 잡종이 유통되고 있기 때문에 주의가 필요하다. 또한 규조토는 발암성이 있다고 해서 해외에서는 사용이 금지된 국가도 있지만, 발암성이 있는 것은 화기로 인해 그 결정체가 세라믹 모양이 된 규조토로, 불에 닿지 않은 제품에는 문제가 없다라는 의견도 있다.

### 그 밖의 이용법
- 일본에서 규조토는 곤로(七輪)라 불리는 화로의 원료로 사용되었다. 분쇄 반죽하여 소성 또는 분쇄하지 규조토 층을 절삭 성형, 소성하여 제작한다.
- 일본의 전통 옻칠 공예인 와지마누리(輪島塗)에서는 작업 과정에서 옻을 나무결에 흡착시켜 튼튼하게 하기 위해 와지마 시내에서 채집된 규조토를 훈증 방식으로 익혀서(이를 와지마치 가루輪島地の粉라고 부른다) 옻칠에 섞어 사용한다[2] .
- 태평양 전쟁 중에 벤토나이트와 함께 비스킷 및 건빵이나 카라멜 등 과자 · 식품 류의 증량제로 사용된 적이 있었다. 이미 아이누인들이 규조토를 '지에토이'(チ・エ・トイ, 우리가 · 먹는 · 흙)이라고 부르며, 소량을 국에 넣거나 산나물과 함께 무쳐 먹기도 했다. '토이'(トイ)는 아이누어 로 「흙」이라는 뜻이지만 좁은 의미로써 규조토 하나를 가리키는 경우도 있고, 지명으로 '토요'(豊) 등의 한자로 짜맞춰지는 경우도 많았다. 에도 시대 일본인들 가운데는 기근 때에 규조토를 먹을 수 있다는 것을 알고, 굶주림에 지쳐 규조토를 너무 많이 먹은 나머지 변비로 고생하거나 심지어 변비로 사망하는 경우도 있었다.[3]
- 셀 라이트(Celite ®)는 탄산나트륨과 함께 불로 가공시킨 규조토이며, Celite Corporation (World Minerals Inc.의 자회사)의 등록 상표이다.
- 생맥주 제법의 일종으로 규조토를 사용하여 효모를 제거하는 방법이 있다.[4][5]
- 흡습성과 흡수성을 살려 성형된 것이 건조제로 이용되고 있다. 제품 예로는 조미료의 흡습제, 욕실 매트, 건축물 인테리어 조습 건재를 들 수 있다.

## 일본의 주요 규조토의 산지
- 홋카이도 왓카나이 (도호쿠 덴푸쿠天北) 지방(해수산 규조류)[6]
- 아키타 현 기타 아키타 지방 (해수산 규조류)
- 이시카와 현 노토 지방 (해수산 규조류)
- 오카야마 현 히루젠 지방 (민물산 규조류)
- 오이타 현 (민물산 규조류)
- 가고시마 현 (민물산 규조류)

## 참고 문헌
- 미쓰노 지하루(光野千春) · 누마노 다다유키(沼野忠之) 감수 노세 시게토(野瀬重人) 편 『오카야마 현 지학 가이드 - 오카야마 현의 지질과 그 육성』(岡山県 地学のガイド - 岡山県の地質とそのおいたち) 코로나 사, 1980년, ISBN 4-339-07511-6 .

## 같이 보기
- 규조류
- 암석 - 퇴적암
- 암석의 목록
- 흙 (식재료)